# Kim Shin-wook
Kim Shin-Wook (Hangul: 김신욱; Seoel, 14 april 1988) is een Zuid-Koreaans voetballer die doorgaans speelt als spits. In januari 2023 verruilde hij Lion City Sailors voor Kitchee. Kim maakte in 2010 zijn debuut in het Zuid-Koreaans voetbalelftal.

## Clubcarrière
Kim speelde in zijn jeugd als verdediger of middenvelder, maar vanwege zijn lengte werd hij door zijn coach bij Ulsan Hyundai voorin gezet. In de jaren die volgden na deze omzetting werd de spits steeds meer een bepalende speler voor Ulsan. Hij speelde elk jaar meer wedstrijden en ook het aantal doelpunten nam toe. Daardoor verdiende hij ook een plek in de nationale selectie. Op 4 februari 2016 maakt hij een transfer van Ulsan Hyundai naar de Zuid-Koreaanse topclub Jeonbuk Hyundai Motors. Bij deze transfer was een bedrag gemoeid van circa anderhalf miljoen euro. Medio 2019 betaalde Shanghai Shenhua meer dan vijf miljoen euro om de Zuid-Koreaan over te nemen. Bij de Chinese club zette Kim zijn handtekening onder een verbintenis voor de duur van drie seizoenen. In januari 2022 verkaste Kim naar Lion City Sailors. Een jaar later werd Kitchee zijn nieuwe club.

## Interlandcarrière
Kim maakte zijn debuut in het Zuid-Koreaans voetbalelftal op 9 januari 2010. Op die dag werd een vriendschappelijke wedstrijd tegen Zambia met 4–2 verloren. De aanvaller begon op de bank, maar mocht in de rust invallen voor Lee Dong-gook. Zijn eerste interlanddoelpunt maakte hij op 8 juni 2012, tegen Qatar (4–1 winst). Kim kwam eveneens uit op het WK 2018 in Rusland, waar de selectie onder leiding van bondocach Shin Tae-yong in de groepsfase werd uitgeschakeld. De ploeg verloor van achtereenvolgens Zweden (0–1) en Mexico (1–2), maar won in het afsluitende groepsduel met 2–0 van titelverdediger Duitsland. Kim speelde alleen mee tegen Zweden.